# 小行星2780
小行星2780（2780 Monnig）是一颗围绕太阳公转的小行星。1981年2月28日，舒爾特·巴斯在赛丁泉山发现了此天体。
該小行星以美國天文學家奧斯卡·門尼格命名。
这颗小行星的绝对星等为312.43492等。